# Térébenthine
Ne doit pas être confondu avec Essence de térébenthine.

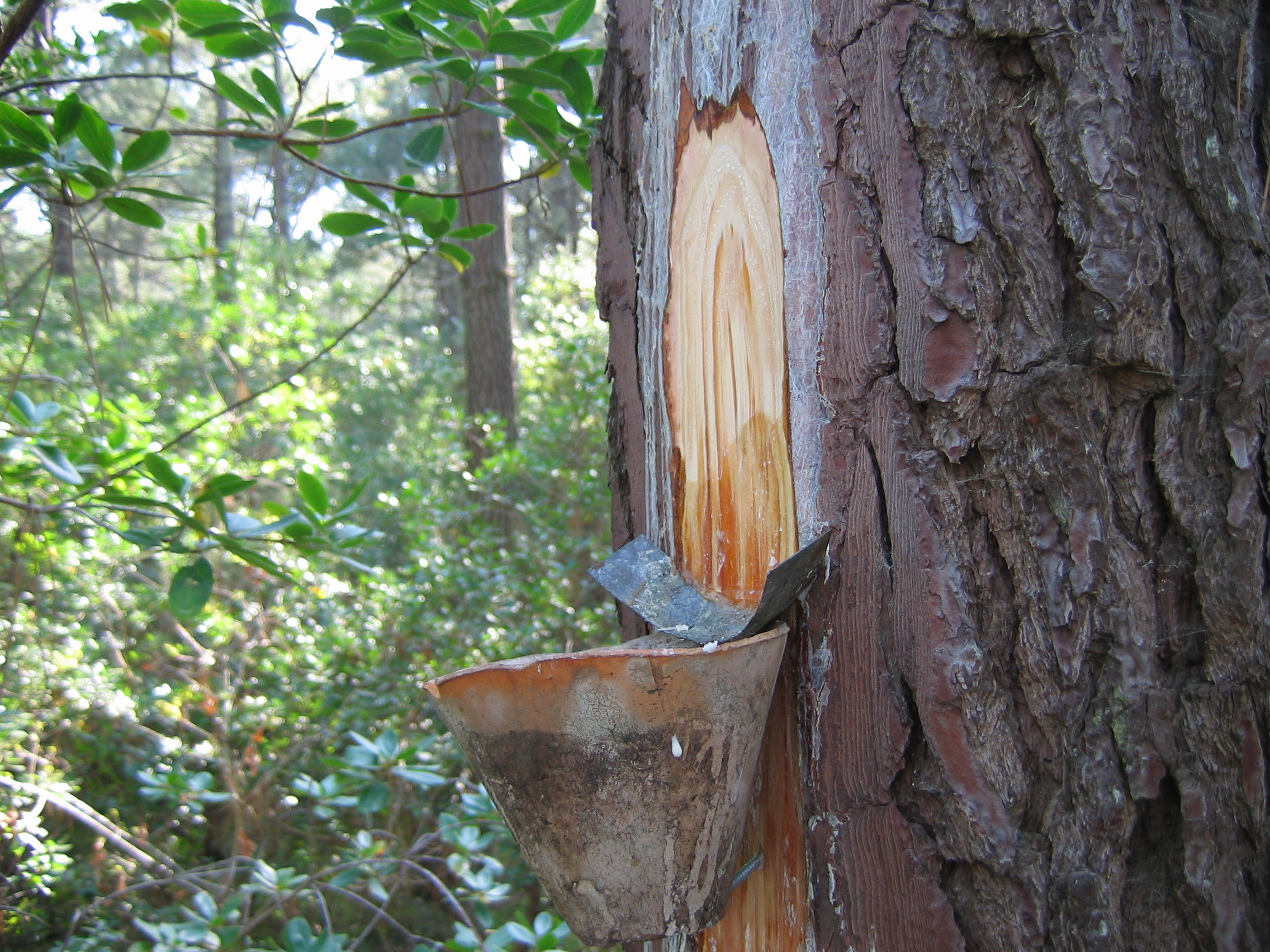
Récolte de la résine de pin par gemmage en Gascogne.

La térébenthine est une oléorésine récoltée à partir des arbres résineux, de couleur jaune ou brunâtre selon l'origine de l'arbre (le plus souvent une espèce de résineux d'Asie, d'Europe et d'Amérique).
Après purification et distillation, la térébenthine se sépare en deux parties : l'une solide et inodore, c'est la colophane ; l'autre liquide et odorante, c'est l'essence de térébenthine.
La laque est aussi obtenue à partir d'oléorésines d'arbres asiatiques.

## Types de térébenthines

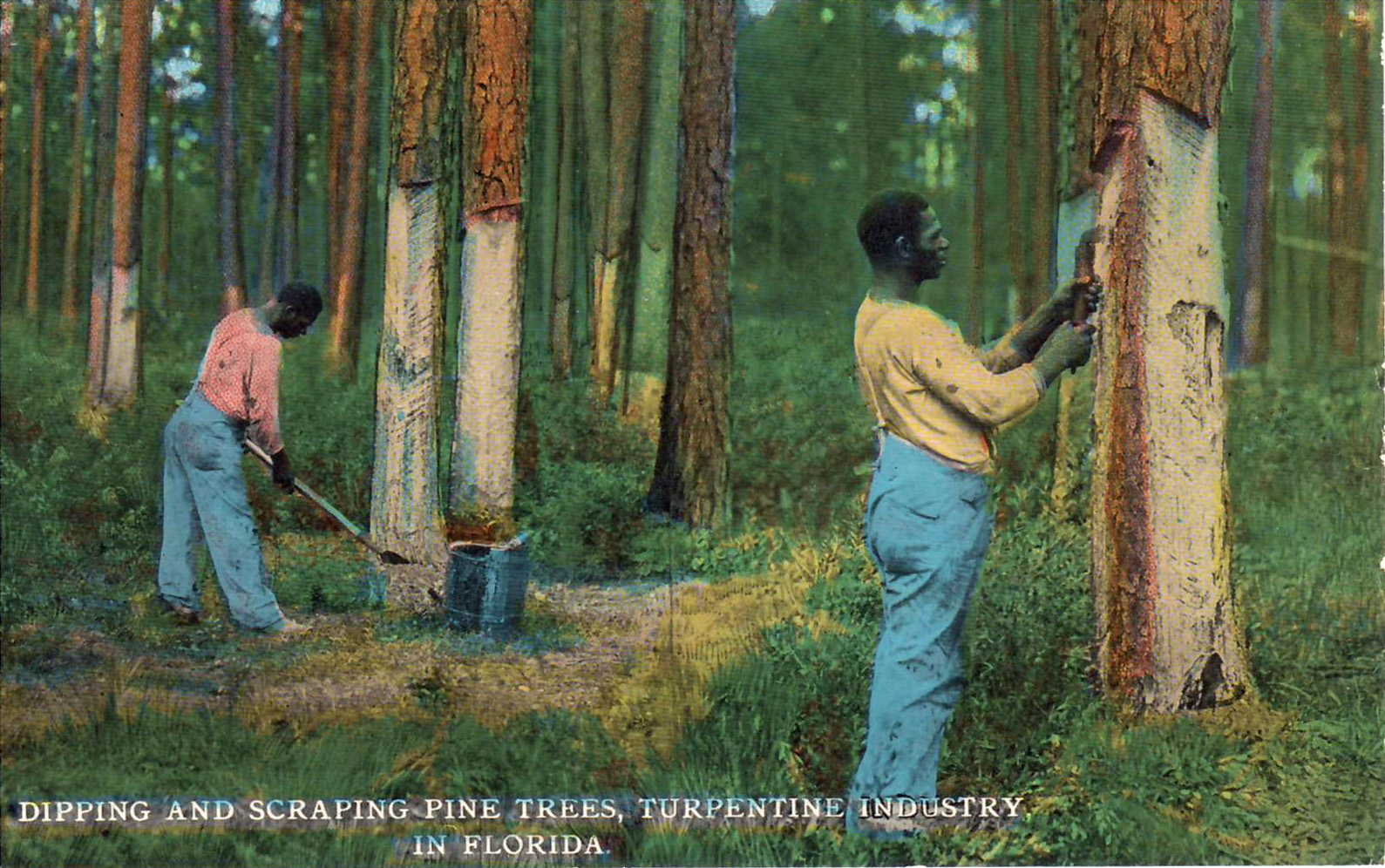
Carte postale de 1912, pendant la Ségrégation raciale aux États-Unis, montrant la récolte de résine de pin, en Floride, pour l’industrie de la térébenthine

### Térébenthine du Térébinthe
La « térébenthine de Chio », aussi appelée térébenthine de Chypre ou de Hongrie, était à l'origine produite à partir de la sève du pistachier térébinthe, auquel elle doit son nom. Elle pouvait être un des multiples constituants de la thériaque de la pharmacopée maritime occidentale au XVIIIe siècle.
La térébenthine fut ensuite principalement produite à partir de la résine de différentes espèces de résineux, telles que Pin maritime (Pinus pinaster), pin d'Alep (Pinus halepensis), Pin des marais (Pinus palustris) ou Pin ponderosa (Pinus ponderosa), etc.

### Térébenthine du Pin
En 1877 on distingue plusieurs sortes de térébenthine:
- la Térébenthine de Bordeaux — se retire du Pin maritime, Pinus pinaster; celle que l'on fabrique en France;
- la Térébenthine de Boston — se retire du Pin des marais, Pinus palustris;
- la Térébenthine de la Caroline — retirée du Pin d'encens, Pinus taeda; cette térébenthine est opaque très épaisse coule difficilement et possède une odeur forte particulière; étant filtrée elle est transparente et un peu ambrée. Elle dévie à gauche la lumière polarisée tandis que son essence est dextrogyre;
- la Térébenthine d'Allemagne — s'obtient des Pinus austriaca, Pinus sylvestris, Pinus rotundata;
- le Baume de Riga ou des Carpathes — liquide transparent obtenu des pousses du Pinus cembra;
- le Baume de Hongrie — fourni par Pinus Mugho, qui donne par la distillation une sorte d'essence d'un jaune d'or et d'odeur agréable, nommée Huile de Templin;
- la Térébenthine d'Amérique — fournie par Pinus strobus, etc.

La « térébenthine de Bordeaux », encore appelée « brai » « poix de Bordeaux », « galipot », « térébenthine officinale » ou « térébenthine du pin », est la résine extraite du Pin maritime (Pinus pinaster), donnant après purification et distillation « l’essence de térébenthine » ainsi que la colophane (résidu de la distillation).
Voici ce qu'en dit un dictionnaire médical des années 1830 :

« C'est plutôt une résine molle qu'une vraie térébenthine. Elle est blanchâtre et louche ; celle qui reste sur l'arbre et s'y dessèche s'appelle « barras » ; par le repos et l'exposition au soleil, elle se sépare en deux parties ; la « supérieure », plus légère, reste claire, transparente, un peu plus colorée ; elle filtre à travers les vases, la paille, etc. et donne la térébenthine proprement dite ; l'« inférieure » est opaque et plus épaisse, et forme une sorte de brai. Elle contient un cinquième d'huile essentielle. On la tire des Landes de Bordeaux, où on la nomme « galipol » avant la purification, qui a lieu dans des auges mal jointes, au soleil, ce qui la fait appeler « térébenthine du soleil ou fine », pour la distinguer de celle qu'on purifie au feu ; celle qui découle de l'extrémité des branches s'appelle « larmes de sapin ». »

### Térébenthine de l’Épicéa
De l’Épicéa commun, on récolte dans les Vosges une autre térébenthine, que le même dictionnaire décrit ainsi :

« Ce n'est plus par écoulement ; elle suinte à travers l'écorce que l'on ratisse (ce qui la fait nommer « ratissage ») l'automne et l'hiver, et qu'on enlève par écailles, qui en sont tout imprégnées et enduites. On met ces portions d'écorce fondre dans une chaudière, la résine se liquéfie, et on la coule dans des vases ; elle est demi-dure et d'un jaune blanchâtre, se ramollissant dans les doigts ; elle sert à divers usages économiques, pour les vernis communs, le blanchissage du linge (en en mettant dans les lessives, elle forme une sorte de savon avec l'alcali des cendres) ; on en graisse les roues de voiture. Son prix est très bas. Si on incise cet arbre au lieu de racler, on obtient un suc d'abord clair, qui s'épaissit et se concrète : c'est la « poix naturelle » ou « barras ». »

### Térébenthine du Mélèze
La « térébenthine de Venise », ou de Briançon, est obtenue par la distillation de la résine d'une espèce de mélèze, Larix decidua, et parfois aussi de certains pins.

### Térébenthine du Sapin
- La « térébenthine du Canada » ou baume du Canada est une oléorésine provenant d'un arbre canadien, le sapin baumier (Abies balsamea).
- La « térébenthine d'Alsace » ou des Vosges, extraite du Sapin commun.

## Utilisation
La térébenthine contient une essence riche en carbures terpéniques, l'alpha-pinène, le bêta-pinène et des acides résiniques. Elle est utilisée en médecine comme expectorant, balsamique (qui agit comme un baume), antiseptique urinaire et pulmonaire (en association avec l'eucalyptus et le benjoin) et révulsif en usage externe dans la recherche biomédicale.
L'essence peut être utilisée comme solvant dans la technique de la peinture à l'huile.
L'essence de térébenthine a aussi été utilisée comme carburant de fusées, notamment pour le premier étage du lanceur Diamant A, vecteur du premier satellite français, Astérix.